# Baionetta a ghiera

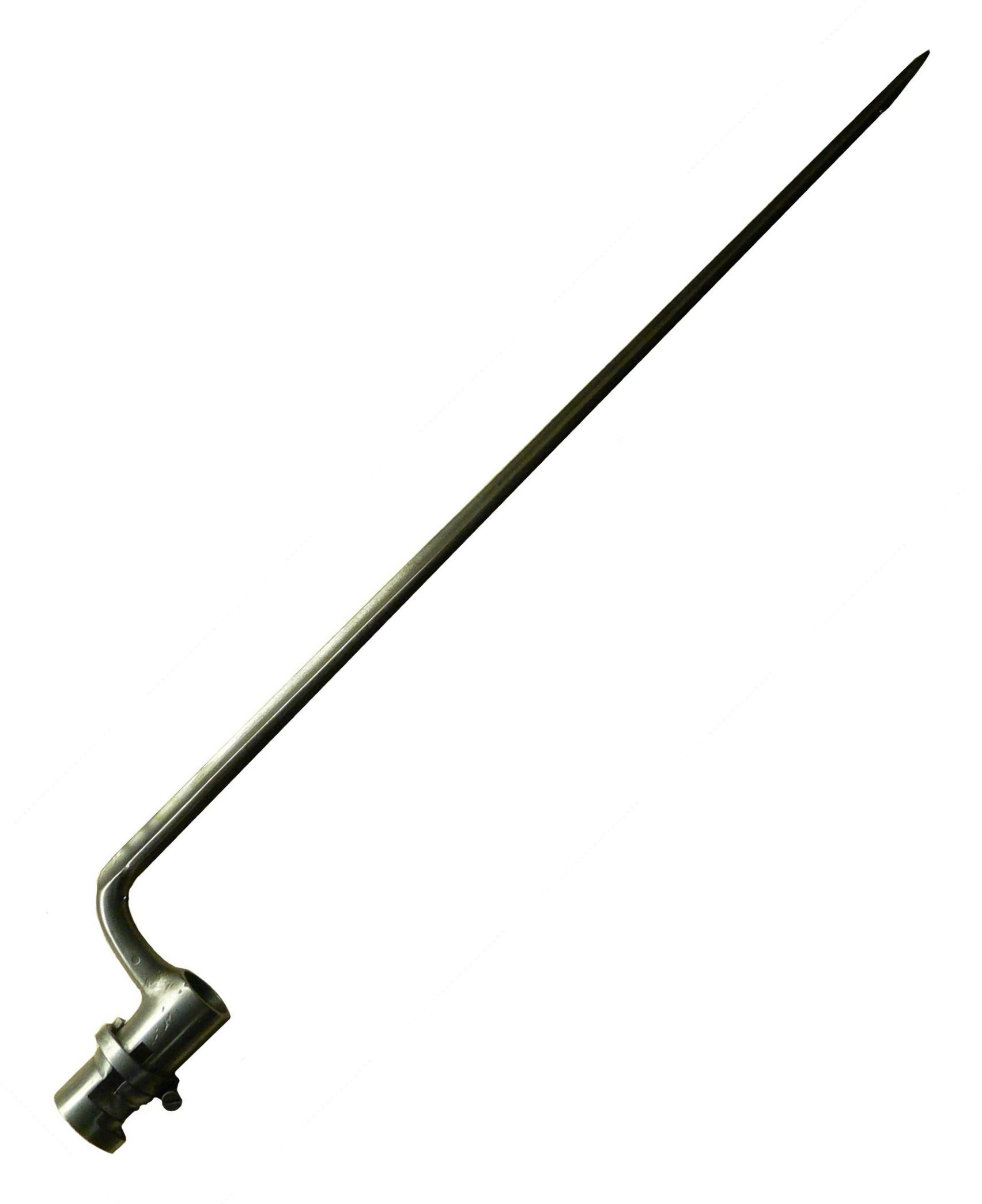
Una baionetta a ghiera degli inizi dell'800.

La baionetta a ghiera (detta anche a punteruolo, a spiedo, tipo "Vauban" o ancora a calza) è una baionetta per arma da fuoco caratterizzata da una lama appuntita, a sezione triangolare o cruciforme, adatta per l'offesa di punta ma non di taglio.

## Storia
La baionetta, nata nel XVII secolo a Bayonne, originariamente consisteva in una lama con un rozzo manico che andava inserita direttamente all'interno della canna dell'archibugio. Nel XVIII secolo fu modificata dall'ingegnere militare francese Sébastien Le Prestre de Vauban, Maresciallo di Francia: la lama, appuntita e leggera, era collegata da una doppia piegatura ad angolo retto ad un manicotto metallico; il manicotto si inseriva sulla volata della canna del fucile ed era assicurato a questa da un'apposita ghiera girevole. La doppia angolatura della lama faceva sì che essa fosse distanziata dall'asse centrale della canna, in modo da permettere il tiro ed il ricaricamento dalla bocca anche quando innestata. A partire dal XIX secolo la baionetta a ghiera fu quasi completamente soppiantata dalla sciabola-baionetta, che poteva essere impugnata come una normale arma bianca e poteva impiegarsi nei lavori sul campo.

## Tipologie
Rimase invece in uso un particolare tipo di baionetta a spiedo, incernierata permanentemente tramite una "braca" alla canna dei moschetti che consente di tenere la lama ripiegata sotto la canna oppure innestata. Esempi di questa soluzione sono il Moschetto per cavalleria Mod. 91 italiano ed il Simonov SKS sovietico.
Uno degli ultimi esempi recenti di fucili dotati di baionetta a ghiera è il Mosin-Nagant russo, fino alla definitiva scomparsa di questo tipo di baionetta dopo la seconda guerra mondiale, se si eccettuano i Type 56 ed i Type 63 cinesi.